# Ecpetala meridionata
Ecpetala meridionata är en fjärilsart som beskrevs av Walker 1862. Ecpetala meridionata ingår i släktet Ecpetala och familjen mätare. Inga underarter finns listade i Catalogue of Life.